# 山商县
山商县是1947年至1948年中国共产党领导的中原解放区设立的县级行政区划。辖区地跨今陕西省山阳县东部和商南县丹江以南的赵川、湘河和白玉地区。

## 历史
1947年12月25日豫陕鄂第四地委、专署、军分区成立山商县，驻山阳县板仓沟枣树坪（今石佛镇东南），晋冀鲁豫第12旅第34团一营长王友常任县委书记，第12旅宣传科副科长秦宝珍任副书记，第12旅直工科长任友恩任县长。建立西照川、东赵川、天桥、竹林关、湘河5个区。以谭道鹏（1949年后任商南县县长、商洛地区检察分院检察长、商洛行署水利局长等职）的陕南游击队第四大队为基础成立山商县大队。1948年3月下旬王友常、秦宝珍调回部队工作，任友恩任县委书记，南下干部林茵如任县长。1948年8月1日二分区和商南县党政军机关转移到赵川，撤销山商县，赵川、湘河两区及竹林关区碾子坪、宽坪、马家坪、核桃坪、梁家坟、太子坪、耀岭河等村划归商南县管辖。县委书记任友恩调任陕南军区政治部组织科长，县长林茵如调任陕南区党委研究室主任。